# Ellinochori
Ellinochori  este un oraș în Grecia în Prefectura Evros.